# Pedro Braojos
Pedro Pablo Braojos de Santiago (Toledo, España, 8 de enero de 1957), conocido como Pedro Braojos, es un exfutbolista y entrenador español que ocupa el cargo de secretario técnico en la S. D. Huesca de la Segunda División de España.

## Clubes

### Como jugador
| Club                  | País   | Año       |
| --------------------- | ------ | --------- |
| Atlético Madrileño    | España | 1976-1981 |
| C. F. Lorca Deportiva | España | 1981-1982 |
| S. D. Huesca          | España | 1982-1983 |
| Real Oviedo           | España | 1983-1985 |
| Granada C. F.         | España | 1985-1987 |
| R. B. Linense         | España | 1987-1988 |
| C. P. Villarrobledo   | España | 1989-1990 |

### Como entrenador
| Club                   | País   | Año       |
| ---------------------- | ------ | --------- |
| C. D. Toledo           | España | 1996      |
| Almería C. F.          | España | 1997      |
| C. D. Leganés          | España | 1997-1998 |
| Real Sporting de Gijón | España | 1999-2000 |
| Real Jaén C. F.        | España | 2000-2001 |
| Real Murcia C. F.      | España | 2001      |
| C. D. Linares          | España | 2005-2008 |
| Granada C. F.          | España | 2008-2009 |
| C. P. Cacereño         | España | 2011-2012 |